# Птуха, Михаил Васильевич
Михаи́л Васи́льевич Пту́ха (укр. Птуха Михайло Васильович; 7 ноября 1884, Остёр, Черниговская губерния — 3 октября 1961, Киев) — советский и украинский экономист, юрист, статистик и демограф, организатор науки, декан юридического факультета Пермского университета (1917—1918), основатель Института демографии АН УССР, действительный член АН УССР (1920), член-корреспондент АН СССР с 29 сентября 1943 года по Отделению экономики и права (экономика, статистика), заслуженный деятель науки (1944), действительный член Международного статистического института (англ. International Statistical Institute) (с 1929). Брат В. В. Птухи.

## Биография
Родился 7 ноября 1884 года в городе Остёр. Окончив в 1898 Остерское двухклассное городское училище, в течение 3 лет работал статистиком-регистраторм статистического отдела Черниговского губернского земства. В 1902 поступил в механико-химико-техническое училище в Ростове-на-Дону, из которого был исключён в 1903 за участие в нелегальной ученической организации и вскоре арестован.
В 1906 поступил на юридический факультет Петербургского университета, окончил его в 1910 году.
Подготовку к экзаменам на звание магистра он проходил в Берлине под руководством профессора Берлинского университета В. И. Борткевича (1910—1912), магистерскую диссертацию «Очерки по теории статистики населения и моральной [статистики]», которую защитил в 1917 г. в Московском университете, писал в Лондоне (1914—1915), где работал в библиотеках Британского музея, Королевского статистического общества, Института актуариев.
С 1913 года — приват-доцент Петербургского университета, с 1916 года — профессор его отдела в Перми, позже переименованного в Пермский университет.
В Пермском университете был преподавателем политической экономии и статистики, являлся организатором кабинета статистики, избран ординарным профессором ПГУ; в 1916—1917 годах — секретарь, а в 1917—1918 — декан юридического факультета, в 1918 году — и. о. ректора.
В 1918 году вернулся на Украину, где основал и до 1938 года возглавлял Институт демографии (с 1934 года — Институт демографии и санитарной статистики) АН УССР (в РСФСР подобный институт был основан только в 1930 году), одновременно профессор Института народного хозяйства и других высших школ в Киеве.
В 1930-х годах М. В. Птуха был несколько раз арестован. После разгрома украинской и всей советской статистики, расстрела его брата, видного партийца, и ликвидации в 1937—1938 годах Института демографии как «вредительского», был репрессирован в 1938, освобождён в 1940.
В 1940—1950 годах возглавлял отдел статистики Института экономики АН УССР, в 1945—1950 годах он был председателем Отделения общественных наук и членом Президиума АН УССР.
Наряду с научной деятельностью М. В. Птуха участвовал в практической работе органов Центрального статистического управления УССР и СССР, органов планирования и здравоохранения, также руководил подготовкой демографической гипотезы для УССР на время второй пятилетки (1933—1937), участвовал в подготовке всесоюзной переписи населения 1959 года и т. д. Птуха был членом Международного статистического института и участвовал в ряде международных конференций.
Жил в Киеве по адресу ул. Лютеранская, 21/12.

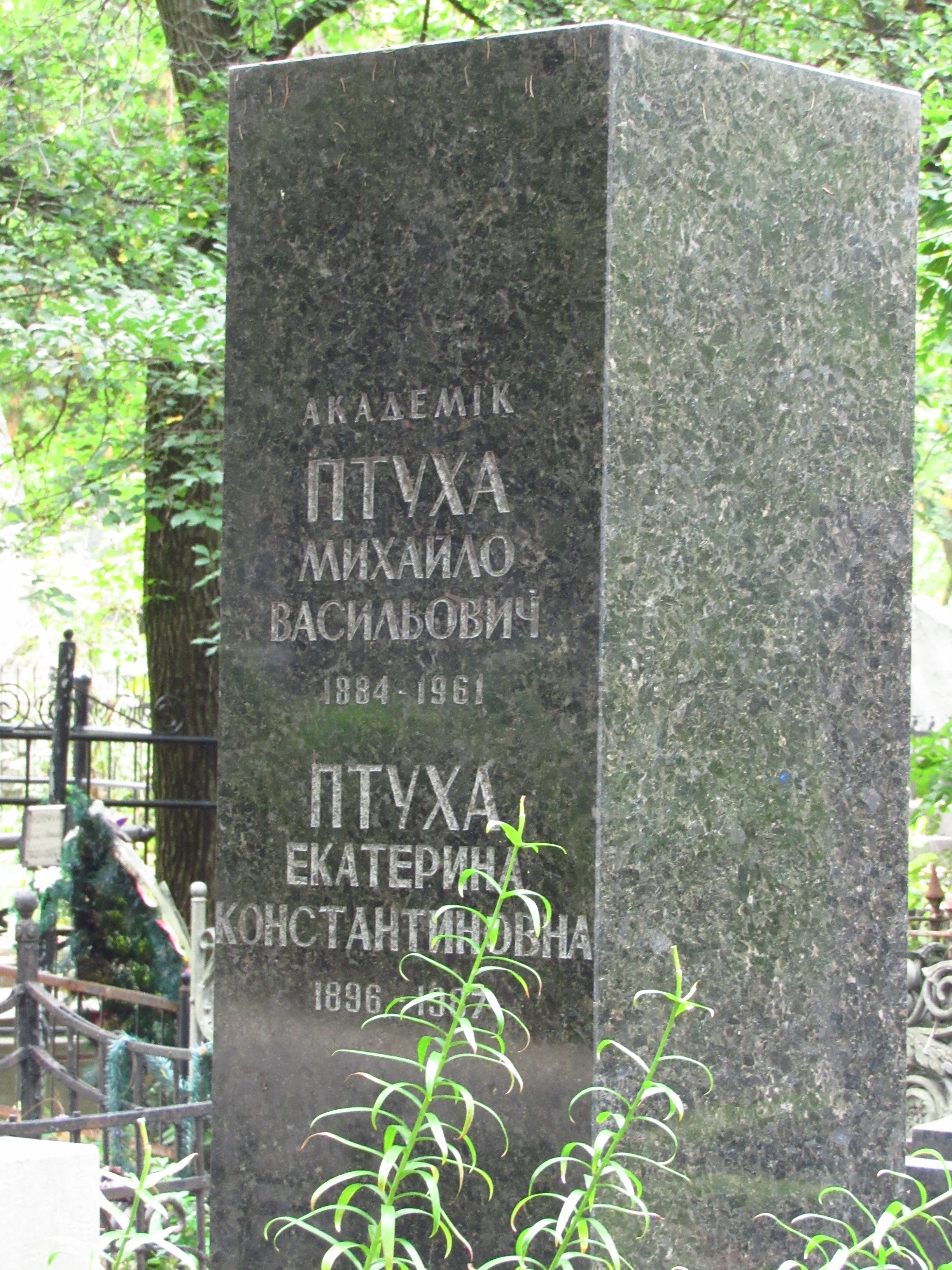
Надгробие М. В. Птухи

Умер 3 октября 1961 года. Похоронен в Киеве на Байковом кладбище.

## Награды
- Орден Трудового Красного Знамени (2 октября 1944) — за выдающиеся заслуги в области развития советской науки, культуры и техники, за воспитание высококвалифицированных кадров научных работников, в связи с 25-летием со основания Академии Наук УССР

## Научная деятельность
Как теоретик статистики населения, Птуха развивал теорию Адольфа Кетле про «среднего человека». Как методист-практик, Птуха разработал схему изучения демографических процессов и предложил методику реализации. Его выводы в изучении брачности и смертности населения получили мировое признание. Большое значение имеют его методы построения суммарных таблиц смертности. В 1929 году был избран действительным членом Международного статистического института и принимал участие в его сессиях.
В своей ранней работе «Очерки по статистике населения и моральной» (1916 год) М. Птуха уже тогда много внимания уделил разработке методологии демографических явлений, методам изучения массовых процессов, происходящих в народонаселении. Птуха — автор более 80 научных работ по демографии, общей теории статистики, истории статистики. Больше всего внимания посвятил опытам по демографии, которые вёл сам и с коллективом Института демографии, он же был и редактором трудов института. Вопрос демографической статистики выяснен в работе «Очерки по теории статистики населения и моральной». В работах с участка теоретической и прикладной демографии («Таблицы смертности для Украины 1896—1897» в «Записках Соц.-Экон. Отдела ВУАН», т. И. К. 1923, «Смертность народностей Европейской России в конце XIX века», К., 1927; «Смертность в России и в Украине», К., 1928 и др.) обосновал ряд новых положений в демографии, имеющих общее значение, разработал схему изучения демографических процессов и предложил методику заполнения этой схемы на практике. В мировую науку вошли выводы по исследованиям плодовитости, брачности и в частности смертности (смертность младенцев, суммарные таблицы смертности). Важное значение имеют его экстраполяции потенциального населения УССР с 1929 по 1937 и 1960 годы, в частности для изучения последствий голода 1932—1933 и войны 1941—1945. Этот труд вышел только в сокращении на французском языке: «La population de l’Ukraine jusqu’en 1960» (Bulletin de L’Institut International de Statistique, т XXV, 3 изд. Гаага 1931). После ликвидации Института демографии Михаил Птуха больше внимания посвятил истории статистики России и мира.

## Разное
- М. В. Птуха систематически занимался изучением иностранных языков и в результате в большей или меньшей степени знал 12 языков.
- Основным условием успешной работы в науке М. В. Птуха считал соблюдение так называемой «теории скрипки», которой он придерживался всю свою жизнь: чтобы стать хорошим скрипачом, надо играть на скрипке, не занимаясь технологией её изготовления, изучением производства её составляющих и т. п. Поэтому успешный ученый не может быть ни заядлым театралом, ни отягощенным большой семьей, ни увлеченным дачником.

## Труды
Полную библиографию работ М. В. Птухи см.:
Михаил Васильевич Птуха. 1884—1961. Библиографический указатель. Киев: Изд. АН УССР, 1963. С. 27-38. Библиография работ, имеющих отношение к демографии, помещена в книгах: Очерки по статистике населения. М.: Госстатиздат ЦСУ СССР, 1960. Приложение II; Вибрані праці. Київ: Наукова думка, 1971. С. 407—410.Очерки по статистике населения и моральной (диссертация на соискание степени магистра политической экономии и статистики) // Записки Юридического факультета императорского Петроградского университета. Пгт., 1916. Х, 381 с.
- Индексы брачности. Этюд по теории статистики населения (работа опубликована в "Бюллетене Киевского облстатбюро № 2 за 1922 г. и отдельно). — Киев, 1922. 44 с.
- Население Киевской губернии (работа опубликована в "Бюллетене Киевского облстатбюро № 4-5 за 1925 г. и отдельно). Киев, 1925. 144 с.
- Статистическая наука на Западе. Библиографические заметки о книгах по статистике, вышедших за границей за десятилетие 1914—1923 гг. Харьков: Центральное статистическое управление Украины, 1925. VIII, 209 с.
- Смертность 11 народностей Европейской России в конце XIX века. Центральное статистическое управление Украины, 1927. 57 с.
- Смертность в России и на Украине. Киев: Центральное статистическое управление Украины, 1928. 195 с. (на укр. яз.).
- Очерки по истории статистики XVII—XVIII веков. М., 1945. 352 с.
- Дмитрий Петрович Журавский. Жизнь. Труды. Статистическая деятельность. М., 1951 123 с.
- Очерки по истории статистики в СССР. Т. I. Статистическая мысль в России (до конца XVIII в.). М.: АН СССР, 1955. 471 с.
- Очерки по истории статистики в СССР. Т. II. Статистика в Академии наук, ученых обществах и учебных заведениях. 1801—1863. II. Университетская статистика (государствоведение) в России 1801—1845. М.: АН СССР, 1959. 476 с.
- Очерки по статистике населения. М.: Госстатиздат ЦСУ СССР, 1960. 460 с.
- Избранные труды. Киев: «Наукова думка», 1971. 412 с. (на укр. яз.)[2].